# Erários
Erário (em latim: Aerarius; da raiz latina asse, que significa "bronze" ou "dinheiro", no sentido de "imposto por cabeça"), no plural Erários (Aerarii), era uma classe de cidadão romano não incluída nas trinta tribos de Sérvio Túlio e que estavam sujeitas a uma tributação determinada pelo censor.

## Tipos
Havia três tipos de erários. O primeiro era os habitantes de cidades conquistadas e que perderam o direito de auto-governo local, detentores ainda do jus conubii (direito ao casamento legal) e ao jus commerci (direito ao comércio legalizado), mas sem direitos políticos. Cere provavelmente foi o primeiro exemplo (353 a.C.) e daí o fato de a expressão "in tabulas Caeritum referre" tenha passado a ser interpretada como "degradado ao status de um erário". O segundo era o caso dos cidadãos submetidos à degradação civil ("infamia") por causa de algumas profissões (principalmente as artes performativas), de atos desonrosos na vida privada (como o stuprum) ou da condenação por certos crimes. Finalmente havia as pessoas "marcadas" (estigmatizadas), ou seja, aquelas que recebiam uma nota (o que equivalia à inclusão em uma "lista negra") pelo censor.
Seja qual for o motivo, os que haviam sido excluídos das tribos e das centúrias não tinham direito a voto, não podiam se candidatar a cargos políticos ou religiosos e não podiam servir no exército. Segundo Mommsen, os erários eram originalmente os não-adsíduos (os que não tinham terras), excluídos das tribos, dos comícios e do exército. Por uma reforma do censor Ápio Cláudio em 312 a.C., estes não-adsíduos foram admitidos nas tribos e os erários como tais, desapareceram. Contudo, em 304 a.C., Fábio Ruliano limitou-os às quatro tribos urbanas e, a partir daí, o termo passou a significar uma pessoa degradada de uma tribo mais alta (rural) para outra mais baixa (urbana), mas que não perdeu o direito de votar e nem de servir no exército. As expressões "tribu movere" e "aerarium facere", consideradas por Mommsen como idênticas, no significado ("degradar de uma tribo mais alta para uma mais baixa"), são explicadas por A. H. J. Greenidge, no caso da primeira, como a relegação de uma tribo mais alta para uma mais baixa ou a exclusão completa das tribos e a segunda, como a exclusão das centúrias. 
Outras opiniões sobre os erários originais são de que eles seriam: artesãos e libertos (Niebuhr); habitantes de cidades aliadas a Roma por um hospitium publicum que acabavam residindo em território romano (Lange); apenas uma classe de cidadãos degradados, excluindo tanto os cives sine suffragio quanto os artesãos (Madvig); os capite censi da constituição serviana (Belot, Greenidge).